# Laki (huyện)
Laki là một huyện thuộc tỉnh Plovdiv, Bungaria. Dân số thời điểm năm 2001 là 4044 người.